# Fritz Herkenrath
Fritz Herkenrath (Köln, 1928. szeptember 9. – 2016. április 18.) nyugatnémet válogatott német labdarúgó, kapus.

## Pályafutása

### Klubcsapatban
1946 és 1951 között a Preußen Dellbrück labdarúgója volt. Az 1951–52-es idényben az 1. FC Köln csapatában védett. 1952 és 1965 között a Rot-Weiß Essen együttesében töltötte pályafutása jelentős részét. Az esseni csapattal 1953-ban nyugatnémet kupa-győztes, 1954–55-ben nyugatnémet bajnok lett. 1965-ben vonult vissza az aktív labdarúgástól.

### A válogatottban
1954 és 1958 között 21 alkalommal szerepelt a nyugatnémet válogatottban. Részt vett az 1958-as svédországi világbajnokságon.

## Sikerei, díjai
NSZK
- Világbajnokság
  - 4.: 1958, Svédország

 Rot-Weiß Essen
- Nyugatnémet bajnokság
  - bajnok: 1954–55
- Nyugatnémet kupa (DFB-Pokal)
  - győztes: 1953